# Venice (Flórida)
Venice é uma cidade localizada no estado norte-americano da Flórida, no condado de Sarasota. Foi incorporada em 1926.

## Geografia
De acordo com o United States Census Bureau, a cidade tem uma área de 43,1 km², onde 39,5 km² estão cobertos por terra e 3,5 km² por água.

## Demografia
Segundo o censo nacional de 2010, a sua população é de 20 748 habitantes e sua densidade populacional é de 524,6 hab/km². Possui 17 328 residências, que resulta em uma densidade de 438,1 residências/km².